# Hòa Điền, Tân Cương

Vị trí tại Trung Quốc

Địa khu Hòa Điền (tiếng Trung: 和田地区; Hán-Việt: Hòa Điền địa khu; bính âm: Hétián Dìqū, tiếng Uyghur: خوتەن ۋىلايىتى) là một địa khu thuộc khu tự trị Uyghur Tân Cương, Cộng hòa Nhân dân Trung Hoa.
Địa khu Hòa Điền có diện tích 248.945,29 km², trong đó đồi núi chiếm 33,3%, sa mạc chiếm 63%, ốc đảo chiếm 3,7%. Địa khu Hòa Điền gối đầu vào dãy Côn Lôn Sơn và Khách Lạt Côn Lôn Sơn ở phía nam, phía bắc tiến sâu vào sa mạc Taklamakan. Địa khu Hòa Điền có khí hậu hoang mạc khô hạn, lượng giáng thủy hàng năm chỉ đạt khoảng 35 mm. Trên địa bàn địa khu Hòa Điền có 35 sông lớn nhỏ, hai sông lớn nhất là sông Khách Lạp Khắc Thập và sông Ngọc Long Khách Thập. Địa khu Hòa Điền giáp khu vực Kashmir do Ấn Độ và Pakistan kiểm soát ở phía tây nam, địa khu này cũng quản lý Aksai Chin (A Khắc Tái Khâm) mà Ấn Độ tuyên bố chủ quyền.
Người Uyghur chiếm 96,3% dân số toàn địa khu Hòa Điền, người Hán chiếm 3,5% và các dân tộc khác chiếm 0,2%.. Theo điều tra năm 2010, dân số địa khu Hòa Điền là 2.014.365 người.
Trên địa bàn của địa khu Hòa Điền có sư đoàn nông nghiệp số 14 của Binh đoàn sản xuất và xây dựng Tân Cương.
|   |                                         |         |              |                  |                   |               |                 |               |  |
| # | Tên                                     | chữ Hán | Bính âm      | Tiếng Uyghur     | Chuyển tự Latin   | Dân số (2003) | Diện tích (km²) | Mật độ (/km²) |  |
| 1 | Thành phố cấp huyện Hòa Điền (Hòa Điền) | 和田市  | Hétián Shì   | خوتەن شەھىرى     | Hoten Shehiri     | 270.000       | 466             | 579           |  |
| 2 | Huyện Hòa Điền (Hòa Điền)               | 和田县  | Hétián Xiàn  | خوتەن ناھىيىسى   | Hoten Nahiyisi    | 280.000       | 41.403          | 7             |  |
| 3 | Huyện Karakax (Mặc Ngọc)                | 墨玉县  | Mòyù Xiàn    | قاراقاش ناھىيىسى | Qaraqash Nahiyisi | 440.000       | 25.789          | 17            |  |
| 4 | Huyện Bì Sơn (Guma)                     | 皮山县  | Píshān Xiàn  | گۇما ناھىيىسى    | Guma Nahiyisi     | 230.000       | 39.742          | 6             |  |
| 5 | Huyện Lop (Lạc Phổ)                     | 洛浦县  | Luòpǔ Xiàn   | لوپ ناھىيىسى     | Lop Nahiyisi      | 240.000       | 14.314          | 17            |  |
| 6 | Huyện Qira (Sách Lặc)                   | 策勒县  | Cèlè Xiàn    | چىرا ناھىيىسى    | Chira Nahiyisi    | 140.000       | 31.688          | 4             |  |
| 7 | Huyện Keriya (Vu Điền)                  | 于田县  | Yútián Xiàn  | كېرىيە ناھىيىسى  | Kériye Nahiyisi   | 220.000       | 39.095          | 6             |  |
| 8 | Huyện Dân Phong (Niya)                  | 民丰县  | Mínfēng Xiàn | نىيە ناھىيىسى    | Niye Nahiyisi     | 30.000        | 56.760          | 1             |  |